# Polystichum filiorum
Polystichum filiorum är en träjonväxtart som beskrevs av John T. Mickel. Polystichum filiorum ingår i släktet Polystichum och familjen Dryopteridaceae. Inga underarter finns listade.